# Сборная Эстонии по футболу
Сборная Эстонии по футболу (эст. Eesti jalgpallikoondis) — представляет Эстонию на международных матчах по футболу. Управляющая организация — Эстонский футбольный союз. Никогда не принимала участия в финальных частях чемпионатов Европы и мира по футболу, однако постоянно участвует в Кубке Балтии, а также была участницей футбольного турнира на Олимпиаде-1924.
По состоянию на 4 апреля 2024 года сборная в рейтинге ФИФА занимает 123-е место, а в рейтинге УЕФА — 48-е место.

## История

### Эстонская Республика (1918—1940)
Футбол появился в Эстонии в начале XX века, когда территория страны была в составе Российской империи. Первый матч национальная сборная провела после войны за независимость, 17 октября 1920 года против Финляндии в Хельсинки, который завершился поражением эстонцев 0:6. Матч прошёл на натуральном покрытии, что было в диковинку для эстонцев. Эстонский футбольный союз был основан 14 декабря 1921 года, в 1923 году вошёл в ФИФА вместе с Югославией, Латвией, Польшей, Чехословакией, Турцией и Уругваем. В 1924 году эстонцы первый и единственный раз выступили на Олимпиаде (а равно и на каком-либо крупном турнире), сыграв в Париже всего одну встречу против сборной США и проиграв со счётом 0:1. В 1922 году была зафиксирована также неофициальная игра против СССР (2:2).
Чемпионат Эстонии длился в то время с мая по сентябрь. В 1928 году был впервые разыгран Балтийский Кубок с участием Эстонии, Латвии и Литвы; всего в межвоенные годы он был разыгран 9 раз. Четыре раза кубок проводился в Латвии, дважды в Эстонии и трижды в Литве. В 1938 году Эстония выиграла кубок, победив латышей в решающем матче на стадионе Кадриорг в присутствии 12 тысяч зрителей, 2 тысячи из которых были латышами. 11 июня 1933 года эстонцы дебютировали матчем против Швеции в Стокгольме на отборочных турнирах чемпионата мира, который стал ещё и первым в истории ФИФА матчем квалификации к чемпионату мира. Шведы выиграли 6:2, а затем обыграли Литву и досрочно выиграли группу, вследствие чего матч Эстонии и Литвы не игрался по причине отсутствия в нём смысла как такового.
В 1937 году перед третьим в истории чемпионатом мира эстонцы впервые набрали квалификационные очки. Они были посеяны в группе 1 с Германией, Швецией и Финляндией, все команды играли в один круг. В первой же игре против Швеции эстонцы в первые 5 минут забили два гола, но по ходу встречи получили 7 безответных мячей и проиграли. В следующей игре против финнов Рихард Куремаа забил единственный гол на 56-й минуте и принёс эстонцам победу. В третьем матче против Германии эстонцы вели 1:0 к перерыву, но снова не удержали преимущество и проиграли 1:4 — единственный их гол забил Георг Сийменсон.
26 июля 1928 года в ворота Литвы эстонцы в Таллине забили шесть безответных голов, одержав крупнейшую в своей в истории победу, но их худшее поражение было с ещё большей разницей голов — 11 августа 1922 года они проиграли финнам 2:10. Среди тренеров межвоенных лет было семь венгров, из них Антал Маль занимал пост дважды. Только в 1932 году сборную возглавил отечественный специалист — Альберт Вольрат. Тренеры по сути были играющими тренерами, чем и предопределили развитие эстонского футбола.
Вся сила эстонского футбола сосредотачивалась в Таллине: там играли клубы ТЯК, «Спорт», «Калев» и «Эстония». Рекордсменами по числу игр стали вратарь Эвальд Типнер (67 матчей) и полевые игроки Ойген Айнман (65), Эдуард Элльман-Ээльма (58) и Карл-Рудольф Зильберг-Силлак (52). Эльман-Ээльма был рекордсменом по числу забитых голов за сборную (21 гол в 65 матчах), за ним шёл Рихард Куремаа (18 голов в 42 матчах), Арнольд Пихлак (17 голов в 44 матчах), Георг Сийменсон (14 голов в 42 матчах) и Фридрих Карм (9 голов в 13 матчах). Зарплата игроков составляла всего 5 эстонских крон в 1938 году (за победу в Балтийском Кубке они получили 50 крон).
18 июля 1940 года команда сыграла свой последний матч: на стадионе Кадриорг была переиграна сборная Латвии со счётом 2:1.

### Эстонская ССР (1940—1991)
В августе 1940 года Эстония была присоединена к СССР, и сборная Эстонии прекратила существование. В годы немецкой оккупации команда провела несколько товарищеских матчей, однако почти никто из игроков довоенных лет, переживших войну, в стране не остался и не продолжил карьеру. Значительная часть эстонских игроков, мобилизованных в РККА, несла службу в составе 249-й стрелковой дивизии, ряд игроков числились в 412-м сапёрном батальоне. Так, среди участников войны были Рихард Куремаа (рядовой 249-й стрелковой дивизии, 31 декабря 1942 года попал в плен под Великими Луками, уже после освобождения арестован и приговорён 23 февраля 1943 года к расстрелу, заменённому 10 годами ИТЛ), Эльмар Тепп (попал в плен под Великими Луками, через год после освобождения по ложному обвинению в сотрудничестве с гитлеровцами приговорён к расстрелу, заменённому 10 годами ИТЛ, но умер в тюрьме), Вальтер Неерис (служил в 7-й стрелковой дивизии, погиб под Великими Луками). Некоторые из эстонских игроков воевали на стороне немцев либо же бежали на Запад: в команде беженцев в Гайслингене играли Арнольд Пихлак, Арнольд Лаазнер и многие другие.
В годы существования СССР футбол в Эстонии пошёл на спад: по мнению Уно Пийра, в республике просто не могли создать конкурентоспособную команду всесоюзного уровня, которая могла бы играть в Высшей лиге СССР, а спортивные деятели делали ставку на развитие других видов спорта в Эстонской ССР: футбол проигрывал много по популярности велоспорту, автогонкам и лыжному спорту. Сама сборная Эстонской ССР соревновалась в летних Спартакиадах народов СССР 1956 года (проиграла Литовской ССР 0:1 в 1/16 финала), 1983 года (13-е место) и 1986 года (3-е место в группе А). Балтийский Кубок был разыгран в СССР 19 раз, пять раз победу завоёвывала там Эстонская ССР, а чаще всего побеждала сборная Латвийской ССР. С 1969 по 1982 годы ни в одном официальном соревновании СССР по футболу эстонские клубы не участвовали (после вылета таллинского «Калева», пока в 1983 году не был возрождён таллинский «Спорт». В 1970-е годы подавляющую долю игроков эстонских клубов составляли русские.
В середине 1970-х годов усилиями Романа Убакиви удалось создать тренировочные группы из коренных эстонцев; в 1980-е годы Убакиви и Олев Рейм тренировали команду «Лывид» (эст. Lõvid), где выступали будущие звёзды эстонского футбола Март Поом и Мартин Рейм. В сборной СССР так и не сыграл никто из эстонцев, хотя Отт Мыцник и Тоомас Крым, воспитанники Убакиви, числились игроками юниорских сборных СССР. Эстонские власти в те годы в футболе делали активную ставку на таллинскую «Флору», хотя по мастерству её превосходила «Норма».
Поющая революция, которая стала началом цепи событий, приведших к признанию независимой Эстонии, также сказалась на футболе: на стадионе «Кадриорг» 18 июля 1990 года сыграли сборные Эстонской ССР и Латвийской ССР в память о последней игре, проведённой 50 лет тому назад, однако выбор состава был достаточно скандальным. Дело в том, что 24 апреля 1990 года в газету Päevaleht поступило обращение 63 футболистов, призвавших приглашать в сборные только тех эстонцев, чьи предки жили в стране до присоединения к СССР, и не брать тех, кто переехал в Эстонскую ССР после войны.

### Независимая Эстония: скандалы со спортивным гражданством и неудачи на поле (1991—1996)
20 августа 1991 года была восстановлена независимость Эстонии. В ноябре состоялся Кубок Балтии с участием трёх вышедших из состава СССР республик, но только 3 июня 1992 года состоялась полноценная признанная игра против Словении, завершившаяся со счётом 1:1. На поле под руководством Уно Пийра выходили следующие игроки: Март Поом, Урмас Хепнер, Игорь Принс, Урмас Кальенд, Меэлис Линдма, Тоомас Калласте, Тармо Линнумяэ, Индро Олуметс, Мартин Рейм, Сергей Ратников, Ристо Калласте, Виктор Алонен, Урмас Кирс, Марко Кристал и Александр Пуштов (забил гол).
Подбор состава осуществлялся под влиянием политики Эстонии в отношении граждан и «неграждан». Были жаркие споры о том, имеет ли право в сборной играть «негражданин» — «неграждане» в основном были русского происхождения.. За четыре месяца до игры со Словенией таллинская «Флора» предъявила ультиматум Эстонскому футбольному союзу, подписанный 25 игроками: те требовали, чтобы «неграждан» не допускали в сборную Эстонии. Однако в июле того же года 97 лиц, не имевших гражданство Эстонии, но родившиеся в Эстонской ССР, получили право играть за сборную страны — заодно они были уже в процессе получения эстонского гражданства. В октябре того же года совет Эстонского футбольного союза постановил прекратить практику приёма «неграждан» в сборную с 1 апреля 1993 года.
В феврале 1993 года в Эстонии прогремел очередной скандал: во время товарищеского турнира в Финляндии в заявку сборной были включены не имевшие паспорта Эстонии Андрей Борисов и Сергей Брагин. 23 февраля Правительство Эстонии потребовало от Центрального спортивного союза Эстонии прекратить принимать «неграждан» в любые сборные Эстонии, а 11 марта в прессе появилось открытое письмо, в котором подписавшиеся обвинили Уно Пийра в вызове в сборную четырёх «иностранцев» (помимо Борисова и Брагина, под огонь критики попали Александр Пуштов и Сергей Хохлов-Симсон) и использовании русского в качестве основного языка общения с игроками, а также пожаловались на то, что даже в молодёжных клубах большую часть игроков составляли «неграждане». Эстонская пресса также обвинила Эстонский футбольный союз в том, что те солгали ФИФА: большая часть из 97 игроков, которым разрешили играть за сборную, не подавали документы на получение эстонского гражданства.
5 декабря 1991 года Эстонский футбольный союз, несмотря на финансовые проблемы, плохое состояние стадиона «Кадриорг» и полное отсутствие опыта у национальной сборной, принял решение подать заявку на участие в отборе на чемпионат мира 1994 года. Команда выступила неудовлетворительно, забив всего один гол и пропустив 27 в 10 встречах, 9 из которых она проиграла, а очки взяла только в ничейном поединке против Мальты. Отбор на Евро-1996, когда командой руководил Роман Убакиви, завершился также провалом: команда проиграла все матчи, забив трижды и пропустив 31 раз. По ходу турнира команду разгромили Хорватия (7:1) и Литва (5:0). С 14 октября 1993 по 5 октября 1996 года длилась последующая безвыигрышная серия сборной Эстонии, в ходе которой сборная оказалась на 135-м месте в рейтинге ФИФА, и апогеем падения интереса к футболу стал матч осенью 1994 года против Италии, когда на стадионе «Кадриорг» собрались всего 3 тысячи человек.

### Первый иностранный тренер и прогресс (1996—2000)
Серьёзного прогресса сборная Эстонии достигла благодаря иностранному специалисту, коим был исландец Тейтур Тордарсон. 5 октября 1996 года сборная Эстонии нанесла поражение Беларуси со счётом 1:0 благодаря голу Хохлова-Симсона — это был пятый матч под руководством Тордарсона и первая за долгое время победа эстонцев. 9 октября, через четыре дня, эстонцы опять попали в центр скандала, когда не явились на матч против Шотландии. Причиной тому стал отказ эстонцев играть в 3 часа дня по местному времени, а не в 6:45 — шотландцы потребовали перенести матч пораньше, поскольку им не нравилось качество освещения стадиона. Эстонцы, возмутившись переносом матча, на матч не пришли. После долгих споров 7 ноября делегаты ФИФА на встрече в Шотландии решили переиграть матч в Монако на нейтральном поле, 11 ноября 1997 года (игра завершилась ничьей 0:0).
По итогам отбора на ЧМ-1998 эстонцы заняли 5-е место в группе, опередив Беларусь на 4 очка, забив 4 гола и пропустив 16. Беларусь прежде не занимала последнее место в группе, к тому же её разница забитых и пропущенных голов была хуже, чем у эстонцев. В отборе на Евро-2000 эстонцы выиграли три матча и два свели вничью, забив 15 раз и пропустив 17. Шотландцам в гостях они проиграли 2:3, а дома сыграли вничью 0:0. Журнал Sporditäht включил гостевую игру с шотландцами, прошедшую 10 октября 1998 года, в число 10 важнейших спортивных событий 1998 года. 31 марта 1999 года эстонцами были побеждены литовцы со счётом 2:1 в Вильнюсе, и Эстония заполучила теоретический шанс пройти на Евро-2000, но не смогла оказать сопротивления ни Чехии, ни Шотландии. Тем не менее, набранные 11 очков стали рекордом для Эстонии. 8 сентября 1999 года на матче с Шотландией собрались 5 тысяч человек на стадионе «Кадриорг».
В конце 1999 года Тейдур Тордарсон покинул пост главного тренера сборной, которая под его руководством провела 57 матчей. За свою работу он был награждён орденом Креста земли Марии и Золотым знаком Эстонского футбольного союза.

### Новый стадион и работа с нидерландскими тренерами (2000—2007)

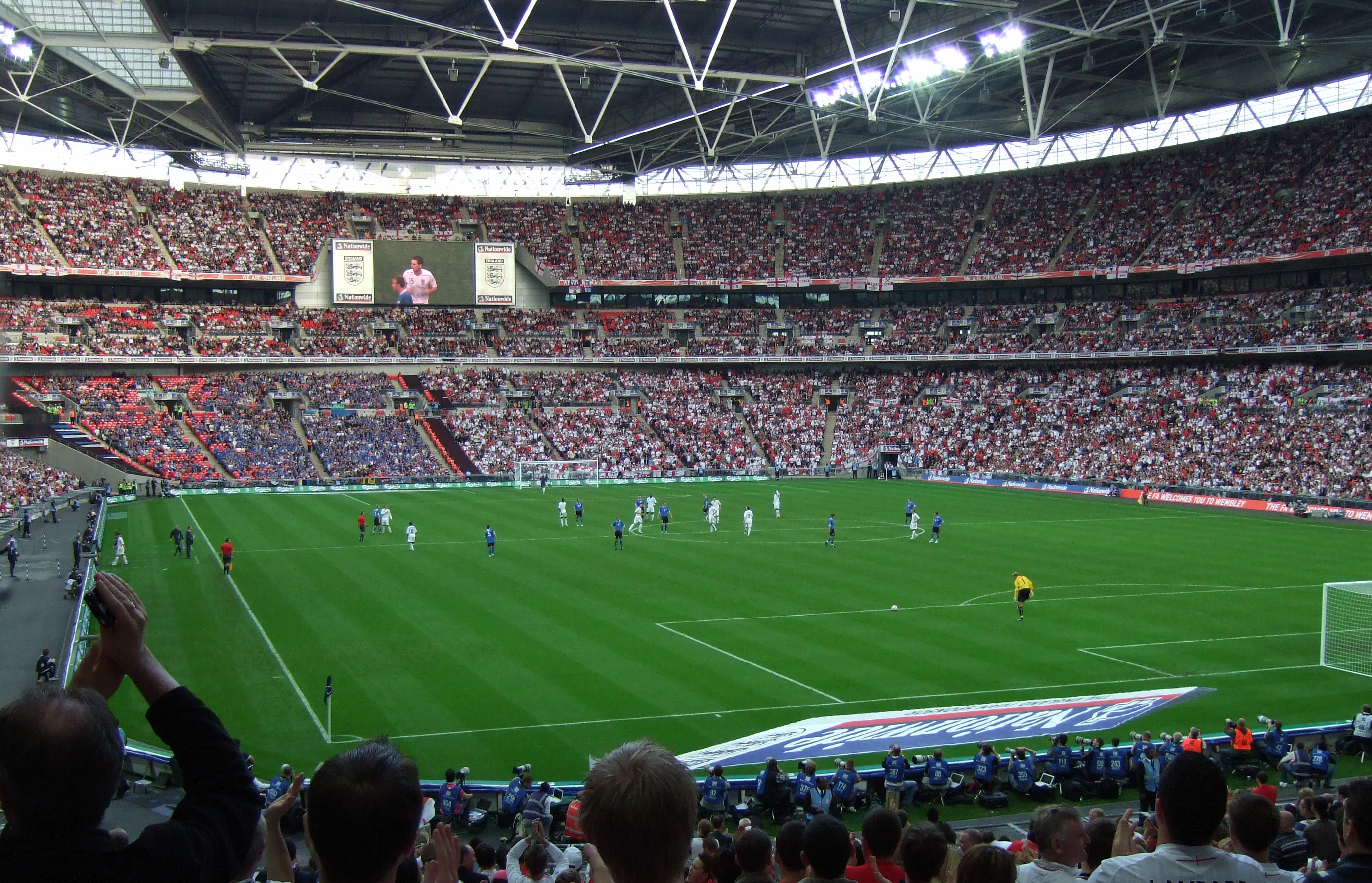
Матч с Англией на «Уэмбли», 13 октября 2007 года

Преемником Тейдура Тордарсона стал Тармо Рюютли, который всего в двух матчах не руководил сборной (его заменял Айвар Лиллевере осенью 2000 года). Рюютли руководил сборной в отборе на чемпионат мира 2002 года, но пробыл на посту недолго, и его мгновенно сменил Арно Пайперс. В отборе дружина Пайперса набрала только 8 очков, обыграв оба раза Андорру, поделив дважды очки с Кипром и проиграв португальцам, ирландцам и голландцам — 10 голов было забито, 26 пропущено. Вместе с тем Эстонский футбольный союз в 2000 году распорядился возвести новый стадион вместо «Кадриорга», недалеко от железной дороги Лиллекюла, и новая арена получила название А. Ле Кок Арена. 2 июня 2001 года стадион был торжественно открыт игрой против Нидерландов, которая чуть не завершилась сенсацией: эстонцы вели 2:1, но после 83-й минуты голландцы забили трижды и вырвали победой. 9300 билетов на игру были распроданы за 6 часов.
27 марта 2002 года Эстония сенсационно обыграла Россию со счётом 2:1 на стадионе «А. Ле Кок Арена». Хотя перед игрой состояние поля было отвратительным, а во втором тайме у россиян вышел экспериментальный состав, победа эстонской команды стала полной неожиданностью — Андрес Опер оформил дубль, забив в самом начале и конце встречи и чуть не забив третий на последних секундах (у россиян отличился Владимир Бесчастных). В течение последующих 10 минут после финального свистка организаторы не могли успокоить фанатский сектор эстонцев, приветствовавших Арно Пайперса и игроков сборной, а на пресс-конференции не скрывавший своих эмоций Пайперс назвал победу исторической для эстонского футбола. В отборе на Евро-2004 команда Пайперса обыграла дважды Андорру и свела вничью по одной встрече с Хорватии и Болгарии. В восьми матчах команда показала очень слабую результативность, но удивительно надёжную игру в обороне, забив 4 гола и пропустив всего 6.
После ухода Пайперса с поста тренера его преемником стал Йелле Гус, ещё один голландец из штаба Пайперса. Сборная Эстонии в отборе к чемпионату мира 2006 года выиграла пять встреч, свела вничью два матча и проиграла пять раз, набрав 17 очков и заняв 5-е место. Команда оба раза обыграла Лихтенштейн и Люксембург, один раз обыграла Латвию и свела вничью встречи против Латвии и России, участников Евро-2004 — потеря очков россиянами стала одной из тех очковых потерь, которые лишили команду участия даже в стыковых матчах европейской зоны УЕФА (за ничью с Россией каждый игрок получил премию в 320 евро, хотя в случае победы эта цифра выросла бы втрое). В отборе на Евро-2008, однако, эстонцы заняли только 6-е место, обыграв оба раза Андорру и набрав 7 очков. В июне 2007 года Гус был отправлен в отставку.

### Возвращение Рюютли и 2011 год какannus mirabilis(2008—2013)

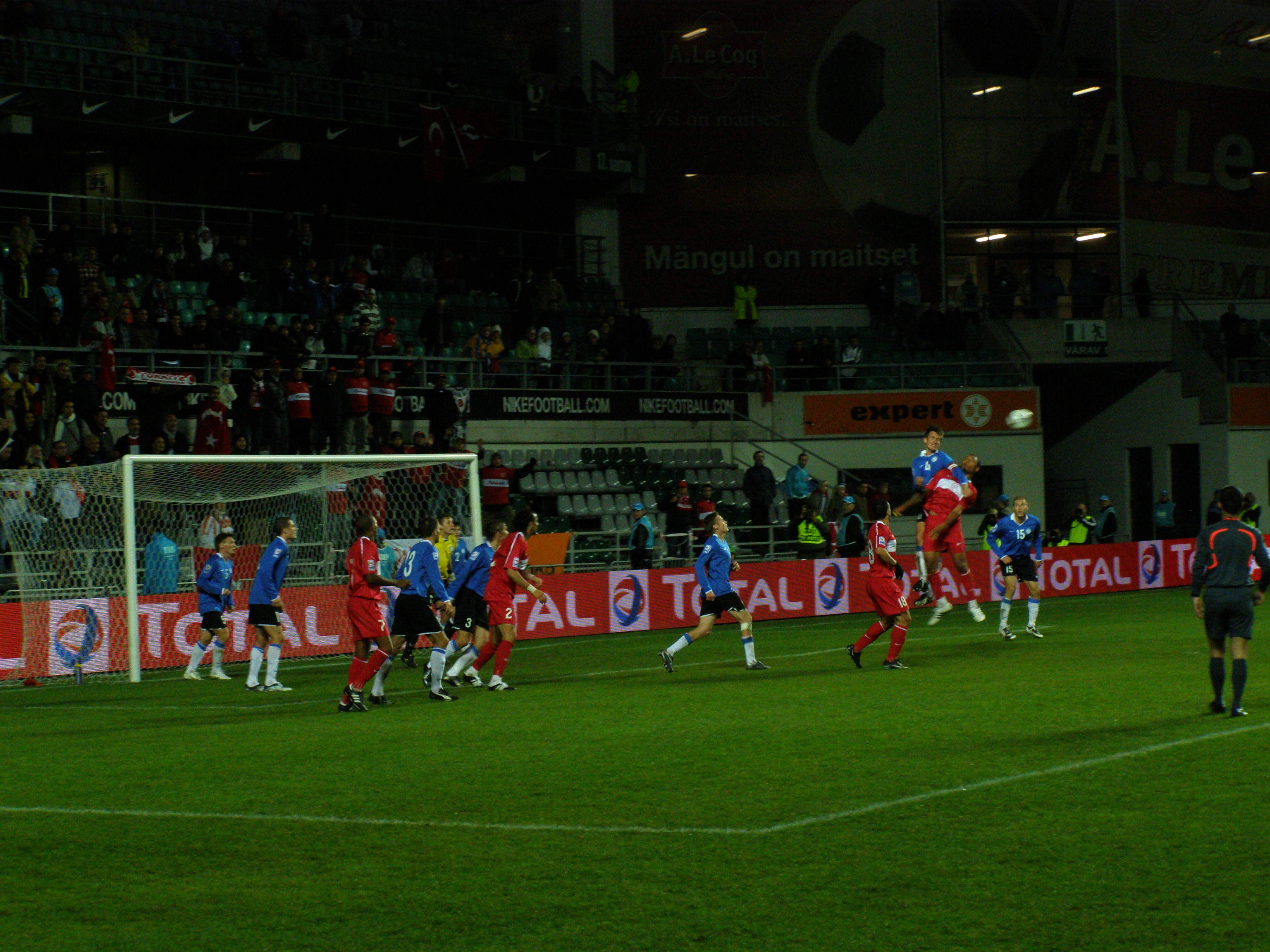
Игра против Турции 15 октября 2008 (0:0)

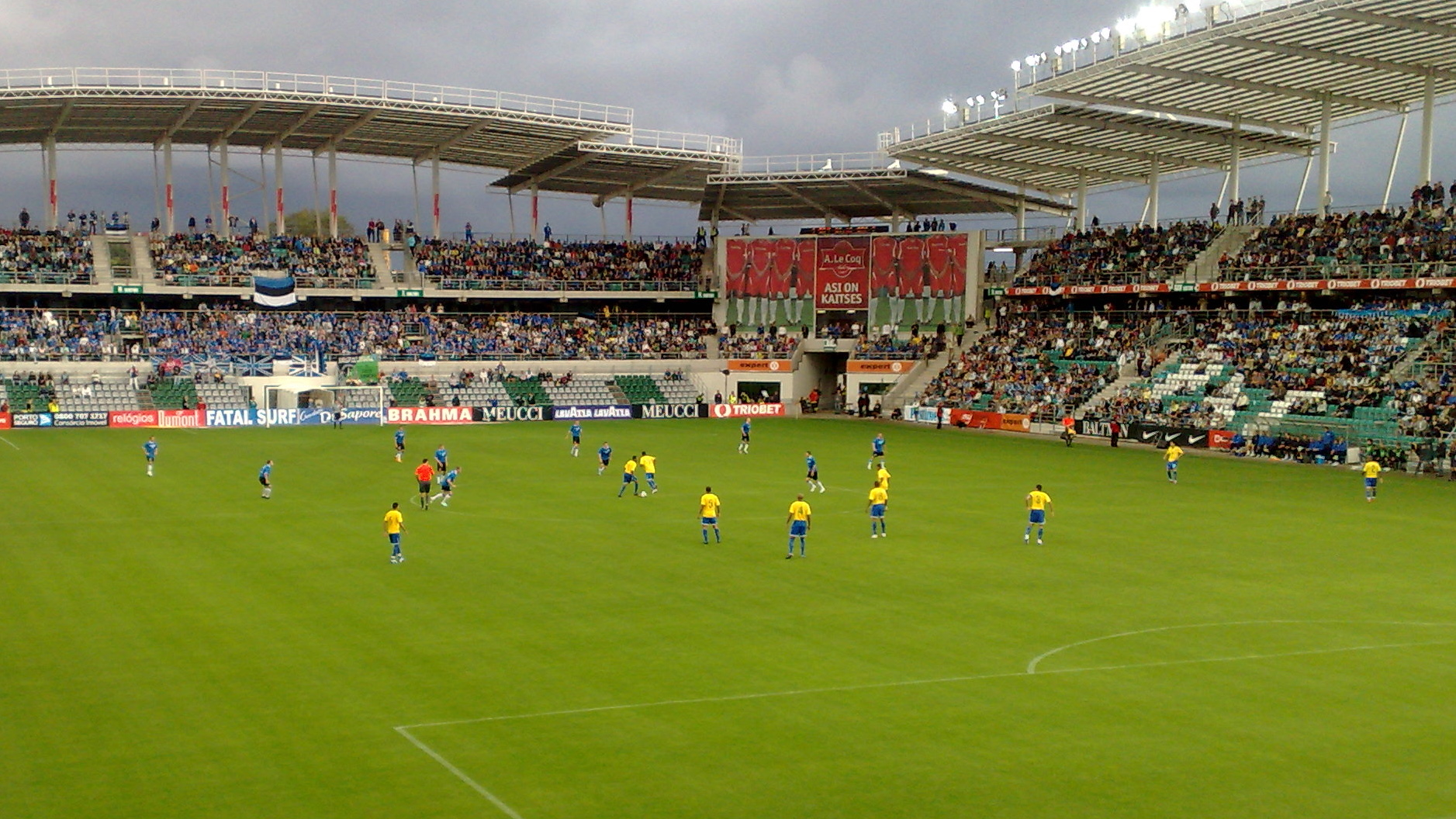
Игра против Бразилии 12 августа 2009 (0:1)

В ноябре 2007 года произошла смена тренера: наставником стал Тармо Рюютли, который временно возглавлял команду с 1999 по 2000 годы. Таким образом завершилась эпоха иностранных наставников в сборной Эстонии. Рюютли принял команду в отборе к чемпионату мира 2010 года, которая играла крайне нестабильно и не показывала внятную игру на протяжении всех товарищеских матчей 2008 года. Если поражение от крепкой, но ещё не ставшей тогда звёздной сборной Бельгии 2:3 ещё было ожидаемо, то разгром от Боснии и Герцеговины со счётом 0:7 не поддавался никакому логическому объяснению. Газета Õhtuleht вышла на следующий день с заголовком «Не пора ли хоронить эстонский футбол?», а Postimees заявила, что команда опозорила всю страну. Президент Эстонского футбольного союза Айвар Похлак выразил обеспокоенность тем, что игра сборной Эстонии становится с каждым годом хуже и хуже, а спортивный тренер Эдуард Тинн заявил, что никто из команды даже не пытается выполнять свои обязанности, хотя в сборной не играли любители.
Команда после оплеухи от Боснии рухнула на 137-е место в рейтинге ФИФА. Хотя в дальнейшем эстонцы провели несколько успешных встреч — отобрав очки у Турции (0:0), обыграв Армению (1:0) и снова сыграв с армянами вничью (2:2), а также напоследок обыграв сборную Бельгии (2:0) — потолком команды стало 5-е место в группе из 6 команд. В 2009 году, объявленном годом 100-летия эстонского футбола, завершили карьеру два выдающихся игрока — Мартин Рейм (6 июня против Экваториальной Гвинеи) и Март Поом (10 июня против Португалии). А 12 августа 2009 года состоялся «Матч столетия» (эст. Sajandi mäng) против Бразилии, которая прежде с эстонцами не встречалась. Пятикратные чемпионы мира и действовавший номер 1 рейтинга ФИФА победили со счётом 1:0 в Таллине. 13 августа Эстонский футбольный союз решил продлить контракт с Рюютли до 2011 года.
Отбор на Евро-2012 стал для Эстонии историческим и полным событий: 8 октября 2010 года занимавшая 15-е место Сербия, игравшая на чемпионате мира и обыгравшая Германию 1:0 в групповом этапе, была разбита в Таллине со счётом 1:3. Результат стал сенсацией: после Кубка мира ФИФА прошло всего 4 месяца. Однако, помимо побед, команду снова преследовали скандалы: 11 февраля 2011 года товарищеский матч с Болгарией завершился вничью 2:2, причём все четыре гола были забиты с пенальти, назначенных венгерским арбитром при очень спорных обстоятельствах (оба гола у эстонцев забил Константин Васильев). За сутки до этого та же венгерская бригада судила матч Латвии и Боливии, в котором Латвия победила 2:1, а все мячи были забиты с пенальти, что вызвало подозрения и обвинения в том, что оба матча могли носить договорной характер. 25 марта 2011 года эстонцы снова потрясли мир и обыграли Уругвай со счётом 2:0 — уругвайцы занимали 7-е место в рейтинге ФИФА, а на чемпионате мира стали 4-ми, плюс ко всему команде предстояло играть на Кубке Америки, где уругвайцы в итоге победили. В игре с Уругваем свой 100-й матч провёл Райо Пийроя.. 29 марта команда сыграла вничью с сербами 1:1.
Тем не менее, поддерживать высокий уровень мастерства команда не могла: в товарищеской встрече против сборной Страны Басков эстонцы потерпели поражение, затем в отборе на Евро-2012 ожидаемо проиграли итальянцам и сенсационно фарерцам; в турне по Южной Америке команда проиграла чилийцам и уругвайцам, а затем и вовсе проиграла разгромно Турции 0:3 в Стамбуле. Однако в решающих матчах эстонцы нанесли поражение дома Словении и оба раза обыграли Северной Ирландии, а после того, как словенцы не позволили себя обыграть сербам, вышли в стыковые матчи, докуда прежде никогда не добирались. Более опытная сборная Ирландии ещё в Таллине решила исход противостояния, выиграв 4:0, а ответная игра завершилась со счётом 1:1, который особо положения не поменял. Тем не менее, для эстонской сборной это считается высшим достижением: из 30 очков команда взяла 16, а выступления вытащили сборную на 58-е место в рейтинге ФИФА. 5 июня 2012 года эстонцы сыграли с Францией и установили рекорд, впервые в истории сыграв со всеми странами-членами УЕФА. В 2013 году Эстония сыграла с Гибралтаром и обновила своё достижение, но ещё не провела матчи против Косово.

### Наши дни (с 2013)
15 ноября 2014 года Эстония установила антирекорд, став первой командой, потерявшей очки в игре против Сан-Марино в рамках отбора на чемпионат Европы (0:0). При этом сборная Латвии в 2001 году стала первой командой, потерявшей очки в рамках отбора к чемпионату мира с санмаринцами. 28 марта 2017 года в товарищеском матче произошла ещё одна сенсация, когда эстонцами были разгромлены будущие финалисты чемпионата мира 2018 года хорваты со счётом 3:0. По состоянию на 25 июля 2019 года Эстония замыкает первую сотню рейтинга ФИФА. С июля 2019 года исполняющим обязанности наставника национальной является эстонский специалист Карел Воолайд, который сменил на этом посту Мартина Рейма.
5 января 2021 года стало известно, что главным тренером сборной стал швейцарский специалист Томас Хэберли. В 2021 году команда выиграла Кубок Балтии.
4 июня 2024 года прошел последний матч под руководством Томас Хэберли, а с 8 июня главным тренером стал эстонский специалист Юрген Хенн. Дебютная игра под руководством нового тренера против сборной Фарерских островов закончилась победой Эстонии со счетом 4:1. В июне сборная выиграла Кубок Балтии.

## Статистика выступлений в официальных турнирах

### Чемпионаты Европы(отборочные турниры)
| Год  | Отборочная группа | Место | Матчи | Победы | Ничьи | Поражения | Мячи  | Очки |
| ---- | ----------------- | ----- | ----- | ------ | ----- | --------- | ----- | ---- |
| 1996 | Группа 4          | 6     | 10    | 0      | 0     | 10        | 3-31  | 0    |
| 2000 | Группа 9          | 3     | 10    | 3      | 2     | 5         | 15-17 | 11   |
| 2004 | Группа 8          | 4     | 8     | 2      | 2     | 4         | 4-6   | 8    |
| 2008 | Группа Е          | 6     | 12    | 2      | 1     | 9         | 5-21  | 7    |
| 2012 | Группа С          | 2*    | 10    | 5      | 1     | 4         | 15-14 | 16   |
| 2016 | Группа E          | 4     | 10    | 3      | 1     | 6         | 4-9   | 10   |
| 2020 | Группа C          | 5     | 8     | 0      | 1     | 7         | 2-26  | 1    |
| 2024 | Группа F          | 5*    | 8     | 0      | 1     | 7         | 2-22  | 1    |

- * — В отборочном турнире Чемпионата Европы 2012 сборная Эстонии заняла второе место в группе С, тем самым получив право на участие в стыковых матчах. 13 октября 2011 года на жеребьёвке стыковых матчей соперником Эстонии в стыковых матчах стала Ирландия, которая по сумме двух матчей одержала победу с общим счётом 5:1 (0:4, 1:1).
- * — Попала в стыковые матчи по результатам рейтинга Лиги Наций. Но проиграла выездной стыковой матч (матч плей-офф квалификации) против сборной Польши (5:1).

### Чемпионаты мира(отборочные турниры)
| Год  | Отборочная группа | Место | Матчи | Победы | Ничьи | Поражения | Мячи  | Очки |
| ---- | ----------------- | ----- | ----- | ------ | ----- | --------- | ----- | ---- |
| 1934 | Группа 1          | 3     | 1     | 0      | 0     | 1         | 2-6   | 0    |
| 1938 | Группа 1          | 3     | 3     | 1      | 0     | 2         | 4-11  | 2    |
| 1994 | Группа 1          | 6     | 10    | 0      | 1     | 9         | 1-27  | 1    |
| 1998 | Группа 4          | 5     | 10    | 1      | 1     | 8         | 4-16  | 4    |
| 2002 | Группа 2          | 4     | 10    | 2      | 2     | 6         | 10-26 | 8    |
| 2006 | Группа 3          | 4     | 12    | 5      | 2     | 5         | 16-17 | 17   |
| 2010 | Группа 5          | 5     | 10    | 2      | 2     | 6         | 9-24  | 8    |
| 2014 | Группа D          | 5     | 10    | 2      | 1     | 7         | 6-20  | 7    |
| 2018 | Группа Н          | 4     | 10    | 3      | 2     | 5         | 13-19 | 11   |
| 2022 | Группа E          | 4     | 8     | 1      | 1     | 6         | 9-21  | 4    |
| 2026 | —                 |       |       |        |       |           |       |      |

### Лига наций УЕФА
| Лига наций УЕФА | Лига наций УЕФА | Лига наций УЕФА | Лига наций УЕФА | Лига наций УЕФА | Лига наций УЕФА | Лига наций УЕФА | Лига наций УЕФА | Лига наций УЕФА | Лига наций УЕФА | Лига наций УЕФА | Лига наций УЕФА |
| Сезон           | Лига            | Группа          | Место           | И               | В               | Н               | П               | ГЗ              | ГП              | П/П             | ОР              |
| --------------- | --------------- | --------------- | --------------- | --------------- | --------------- | --------------- | --------------- | --------------- | --------------- | --------------- | --------------- |
| 2018/19         | C               | 2               | 4               | 6               | 1               | 1               | 4               | 4               | 8               | =               | 37              |
| 2020/21         | C               | 2               | 4               | 8               | 0               | 4               | 4               | 5               | 11              | Fall            | 47              |
| 2022/23         | D               | 2               | 1               | 4               | 4               | 0               | 0               | 10              | 2               | Rise            | 49              |
| 2024/25         | C               | 1               | 3               | 6               | 1               | 1               | 4               | 3               | 9               | =               | 44              |
| Итого           | Итого           | Итого           | Итого           | 24              | 6               | 6               | 12              | 22              | 30              | 37              | 37              |

## Тренеры сборной Эстонии по футболу с 1992 года
- 1992—1993: Уно Пийр
- 1994—1995: Роман Убакиви
- 1995: Ааво Сарап
- 1995: Роман Убакиви
- 1996—1999:  Тейтур Тордарсон
- 1999—2000: Тармо Рюютли
- 2000: Айвар Лиллевере
- 2000—2004:  Арно Пайперс
- 2004—2007:  Йелле Гус
- 2007:  Вигго Йенсен
- 2008—2013: Тармо Рюютли
- 2013—2016:  Магнус Перссон
- 2016—2019: Мартин Рейм
- 2019—2020: Карел Воолайд
- 2021—2024:  Томас Хэберли
- 2024—н. в.:  Юрген Хенн

## Состав сборной
Следующие игроки были вызваны в состав сборной главным тренером Юргеном Хенном для участия в матчах Лиги наций УЕФА сезона 2024/25 против сборных Азербайджана (16 ноября 2024) и Словакии (19 ноября 2024).
Игры и голы приведены по состоянию на 19 ноября 2024 года:
| 1  | Вр  | Матвей Игонен          | 2 октября 1996 (28 лет)   | 15  | -27 | Ботев (Пловдив) |  |  |
| 12 | Вр  | Карл Якоб Хейн         | 13 апреля 2002 (23 года)  | 36  | -59 | Реал Вальядолид |  |  |
| 22 | Вр  | Карл Андре Валлнер     | 28 февраля 1998 (27 лет)  | 4   | -5  | ФКИ Левадия     |  |  |
|    |     |                        |                           |     |     |                 |  |  |
| 2  | Защ | Эрко Йонне Тыугьяс     | 5 июля 2003 (22 года)     | 4   | 0   | Флора           |  |  |
| 3  | Защ | Йозеф Салисте          | 10 апреля 1995 (30 лет)   | 4   | 0   | Пайде           |  |  |
| 4  | Защ | Михаэль Шённинг-Ларсен | 2 февраля 2001 (24 года)  | 8   | 0   | ФКИ Левадия     |  |  |
| 6  | Защ | Расмус Пеэтсон         | 3 мая 1995 (30 лет)       | 19  | 1   | ФКИ Левадия     |  |  |
| 13 | Защ | Максим Паскочий        | 19 января 2003 (22 года)  | 33  | 0   | Грассхоппер     |  |  |
| 16 | Защ | Йоонас Тамм            | 2 февраля 1992 (33 года)  | 64  | 4   | Ботев (Пловдив) |  |  |
| 18 | Защ | Кароль Метс            | 16 мая 1993 (32 года)     | 100 | 0   | Санкт-Паули     |  |  |
| 19 | Защ | Михаэль Лиландер       | 20 июня 1997 (28 лет)     | 18  | 0   | Пайде           |  |  |
|    | Защ | Мяртен Кууск           | 5 апреля 1996 (29 лет)    | 33  | 0   | ГКС Катовице    |  |  |
|    |     |                        |                           |     |     |                 |  |  |
| 5  | ПЗ  | Рокко Роберт Шейн      | 14 июля 2003 (22 года)    | 16  | 1   | Дордрехт        |  |  |
| 8  | ПЗ  | Данил Кураксин         | 4 апреля 2003 (22 года)   | 4   | 1   | Флора           |  |  |
| 9  | ПЗ  | Иоан Яковлев           | 19 января 1998 (27 лет)   | 6   | 1   | ФКИ Левадия     |  |  |
| 10 | ПЗ  | Маркус Соометс         | 2 марта 2000 (25 лет)     | 15  | 0   | Флора           |  |  |
| 11 | ПЗ  | Кевор Палуметс         | 21 ноября 2002 (22 года)  | 10  | 1   | ХИК             |  |  |
| 14 | ПЗ  | Патрик Кристал         | 19 января 1998 (27 лет)   | 3   | 0   | Пайде           |  |  |
| 17 | ПЗ  | Мартин Миллер          | 25 сентября 1997 (27 лет) | 37  | 2   | Богемиан        |  |  |
| 20 | ПЗ  | Маркус Поом            | 27 февраля 1999 (26 лет)  | 29  | 0   | Шемрок Роверс   |  |  |
| 21 | ПЗ  | Мартин Веткал          | 21 февраля 2004 (21 год)  | 13  | 1   | Броммапойкарна  |  |  |
| 23 | ПЗ  | Власий Синявский       | 27 ноября 1996 (28 лет)   | 39  | 1   | Словацко        |  |  |
|    | ПЗ  | Михкель Айнсалу        | 8 марта 1996 (29 лет)     | 21  | 0   | ФКИ Левадия     |  |  |
|    |     |                        |                           |     |     |                 |  |  |
| 7  | Нап | Роби Саарма            | 20 мая 2001 (24 года)     | 5   | 0   | Пайде           |  |  |
| 15 | Нап | Алекс Маттиас Тамм     | 24 июля 2001 (23 года)    | 12  | 2   | Нымме Калью     |  |  |
|    | Нап | Сергей Зенёв           | 20 апреля 1989 (36 лет)   | 114 | 17  | Флора           |  |  |
|    | Нап | Хенри Аниер            | 17 декабря 1990 (34 года) | 99  | 23  | Ли Ман          |  |  |

## Форма сборной
Цвета формы эстонской сборной — это традиционные синий, чёрный и белый цвета флага Эстонии. Основная форма — синие футболки, чёрные трусы и белые гетры. Выездная форма — белые футболки, чёрные трусы и синие гетры. До 1996 года в форме использовались бирюзовый и белый цвета, а чёрного не было вообще. В сентябре 2016 года Эстонский футбольный союз и компания Nike презентовали новую форму приуроченную к отборочному цикла чемпионата мира по футболу 2018 года. Впервые в ней футболисты сборной появились 6 сентября.
| 1922 | 1924 | 1992–1996 | 1996–н. в. |

Ниже представлено оформление домашней формы эстонской сборной с 1992 по 2010 годы. С 2000 года спонсором команды является компания Nike, с 1992 по 2000 годы спонсором была фирма Lotto.

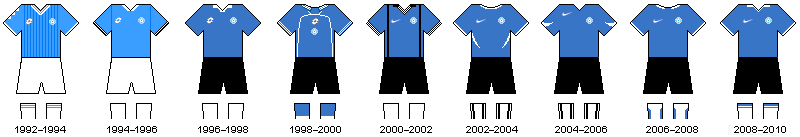
Дизайн формы сборной Эстонии в течение времени

Ниже представлена форма эстонской сборной последних лет (после 2010 года).
| 2010—2012 · (домашняя) | 2012—2014 · (домашняя) | 2016—2017 · (домашняя) | 2018—2021 · (домашняя) | 2021—2024 · (домашняя) | 2024—н. в. · (домашняя) |

| 2010—2012 · (гостевая) | 2012—2014 · (гостевая) | 2016—2017 · (гостевая) | 2018—2021 · (гостевая) | 2021—2024 · (гостевая) | 2024—н. в. · (гостевая) |

Источники:,

## Болельщики

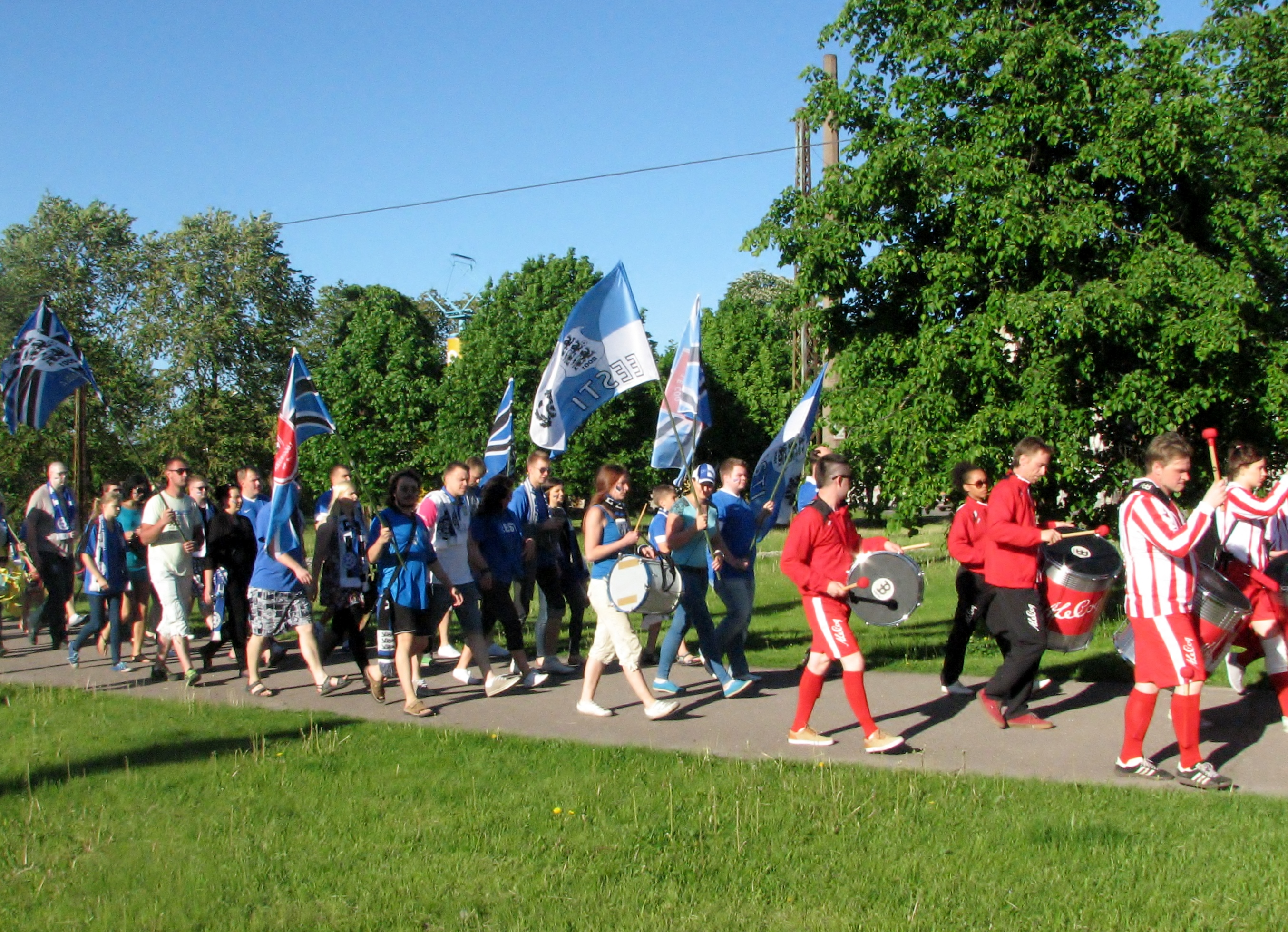
Эстонские болельщики 26 мая 2014 года

Главный клуб болельщиков сборной Эстонии — «Jalgpallihaigla» (эст. Футбольная больница), насчитывающий более 600 человек и занимающийся организацией выездов на матчи сборной и разрешением всех вопросов между клубами Эстонии и футбольным союзом. «Jalgpallihaigla» всегда занимает Южную трибуну стадиона «А. Ле Кок Арена» и звучит громче других на домашних матчах сборной. В октябре 2007 года команда организовала выезд в Лондон на «Уэмбли», где на матче с Англией были около 2 тысяч болельщиков Эстонии. В 2001—2013 годах в совете правления клуба был рок-музыкант и будущий депутат Рийгикогу Тармо Круузимяэ (руководитель клуба в 2006—2013 годах).
В Таллин неоднократно прибывали иностранные болельщики на матчи сборных: в 1938 году из 12 тысяч зрителей матча на Балтийский Кубок 2 тысячи составляли латыши; в 2009 году 1700 боснийцев из группы BHFanaticos были на матче в Таллине. Российские болельщики бывали в Таллине на матчах сборных Эстонии и России в 2002, 2005 и 2007 годах, и во всех трёх случаях матчи проходили в напряжённой атмосфере: в 2002 году группа нетрезвых болельщиков устроила потасовку в районе памятника А. Х. Таммсааре, а во время матча на трибунах произошла пьяная драка с полицией; в 2005 году многим российским болельщикам отказали в визе, выдав визы только группе из 50 человек и только за два часа до отхода поезда на Таллин; в 2007 году матч проходил в атмосфере протестов против переноса памятника Бронзовому солдату.

## Достижения
- Обладатель Кубка Балтии по футболу (5): 1929, 1931, 1938, 2021[72], 2024[92]

## Матчевые рекорды
- Национальная команда Эстонии стала первой в УЕФА, сыгравшей официальные матчи со всеми другими членами УЕФА. 5 июня 2012 состоялся товарищеский матч со сборной Франции — последней из остальных 52 членов УЕФА, с которой сборная Эстонии встретилась за свою историю[93]. После принятия Гибралтара в состав УЕФА Эстония подтвердила это достижение, сыграв 5 марта 2014 товарищеский матч с его национальной сборной, вошедшей в УЕФА в 2013 году[94].
- 11 февраля 2009 года в рамках тренировочного сбора в Турции, сборная Эстонии проводила матч со сборной Казахстана. По достигнутым договоренностям эстонцы должны были играть в майках белого цвета, а казахские футболисты в синего. Но непосредственно перед матчем выяснилось, что обе национальные команды взяли с собой по комплекту синей формы. Администраторы эстонского коллектива вышли на представителей донецкого «Шахтера», который также находился на сборах в Турции с просьбой предоставить комплект белой формы. ФК «Шахтер» пошел навстречу, и в итоге национальная команда Эстонии провела матч в майках с логотипом спонсора и гербом донецкой команды[95].

### Матчи, не признаваемые ФИФА
Эстонский футбольный союз признаёт официальными ряд матчей, которые не считаются официальными с точки зрения ФИФА. В частности это матчи:
- 1 июня 2012 года Финляндия — Эстония (2:1), так как все четыре арбитра не имели лицензии ФИФА
- 5 марта 2014 года Гибралтар — Эстония (0:2), так как Гибралтар не являлся членом ФИФА.
- 26 мая 2014 года Эстония — Гибралтар (1:1), так как Гибралтар не являлся членом ФИФА[96].
- 6 января 2016 года Швеция — Эстония (1:1), так как Швеция сделала 10 замен при разрешённых по правилам ФИФА шести[97].

Один матч не признаётся официальным ни ЭФС, ни ФИФА:
- 9 февраля 2011 года Эстония — Болгария (2:2), так как матч был признан договорным по вине судейской бригады, назначившей 4 пенальти[98][99]

По этим причинам, статистика игроков сборной Эстонии по данным ЭФС, ФИФА, статистических сайтов и СМИ имеет расхождения.